# 藤树牵牛
藤树牵牛是旋花科番薯属灌木，原产拉丁美洲。

## 亚种
本种有以下亚种：
- 藤树牵牛（原亚种）：缠绕灌木，在阳光充足处表现出半直立性，叶宽卵形至近圆形。
- 树牵牛 ：非缠绕灌木，叶卵形至卵状长圆形。